# Зора (Балезинский район)
Зора — бывшая деревня в Андрейшурском сельском поселении Балезинского района Удмуртии. Центр поселения — село Андрейшур.
Деревня находится на правом притоке реки Кеп. Рядом были бывшие деревни Вужпа и Ворончиха.
Население — 9 человек в 1961.